# Kolan
Kolan je općina u Zadarskoj županiji na otoku Pagu.

## Zemljopis
Kolan je smješten u unutrašnjosti otoka Paga' u udolini podno vrhova Gradac (206 m) i Nebeska (256 m) s istočne te vrha Brizi (134 m) sa zapadne strane. Spomenuta dva brda s istočne strane štite Kolan od snažne bure koja često puše s Velebita i stvara veliku posolicu.
Nalazi se između dvaju najvećih naselja na otoku Paga i Novalje, bliže Novalji.
Kraj u kojem se nalazi Kolan, izrazito je krševit. Na vapnenačkoj podlozi prevladava krški reljef bez ili s vrlo malo plodne zemlje. Zbog toga je vegetacija vrlo oskudna ili tek vrlo niska. Ponegdje osim goleti i kolonija raznih vrsta niskog raslinja, među kojima prevladava ljekovita kadulja, ima i makije. Zbog porozne vapnenačka podloge nema niti površinskih vodenih tokova. Iznimka je kolansko polje u kojemu se nataložio vodonepropusni sloj pa se povremeno javlja manji potok, a na sjevernom dijelu i polumočvarno stanište Kolansko blato koje je zaštićeni ornitološki rezervat.

## Prometna povezanost
Neposredno uz Kolan prolazi glavna magistralna cesta na otoku, državna cesta D106.  Na sjevernom kraju ta cesta završava u uvali Žigljen gdje je trajektom povezana s kopnom u uvali Prizna. Na južnom dijelu otočna je magistrala preko Paškog mosta povezana s Dalmacijom i županijskim središtem Zadrom.

## Stanovništvo
Prema popisu stanovništva u Hrvatskoj 2011. godine u općini Kolan živi 791 stanovnik u tri naselja. Pregled broja stanovnika u općini Kolan:
- Kolan - 379 stanovnika
- Kolanjski Gajac - 17 stanovnika
- Mandre - 395 stanovnika

| broj stanovnika | 207   | 245   | 223   | 234   | 289   | 332   | 332   | 532   | 657   | 719   | 761   | 662   | 629   | 685   | 715   | 791   | 815   |
|                 | 1857. | 1869. | 1880. | 1890. | 1900. | 1910. | 1921. | 1931. | 1948. | 1953. | 1961. | 1971. | 1981. | 1991. | 2001. | 2011. | 2021. |

| broj stanovnika | 207   | 245   | 222   | 234   | 281   | 327   | 327   | 532   | 633   | 678   | 688   | 597   | 542   | 525   | 423   | 379   | 332   |
|                 | 1857. | 1869. | 1880. | 1890. | 1900. | 1910. | 1921. | 1931. | 1948. | 1953. | 1961. | 1971. | 1981. | 1991. | 2001. | 2011. | 2021. |

## Povijest
Kolan se spominje prvi put 903. godine[nedostaje izvor].
U Kolanu su se tijekom 20. stoljeća triput otvorile pučke knjižnice koje se nisu uspjele održati.
Prva, „Garda“, bila je pučka čitaonica koja je nastala kao reakcija hrvatskih domoljuba na talijansku okupaciju otoka Paga. Djelovala je od 1919. do 1923. godine. U drugom svjetskom ratu je u NDH djelovala Narodna knjižnica od 1942. do 1945. godine. Od 1980. u sklopu KUD-a „Bartul Kašić“ djelovala je pučka knjižnica. Naposljetku je Općinsko vijeće Općine Kolan pokrenulo je postupak osnivanja Općinske knjižnice 2004. godine. Zgrada u kojoj je knjižnica je obnovljena, knjižna i neknjižna građa te oprema je nabavljena i općinksa knjižnica otvorena je 2007. godine. 

Općina Kolan ustrojena je 2003. izdvajanjem iz područja Grada Paga.

## Gospodarstvo
Mještani Kolana bave se pretežno poljoprivredom, prvenstveno ovčarstvom i vinogradarstvom, i turizmom. Turizam je naročito prisutan u priobalnom selu Mandre. U susjednom selu Šimuni koji pripada Gradu Pagu, je marina. Obližnja Novalja je najpoznatije turističko odredište na otoku. U Kolanu su smještene dvije poznate otočke sirane (Sirana Gligora, najnagrađivanija sirana u Hrvatskoj, ali i jedna od najnagrađivanijih sirana na svijetu, te također međunarodno nagrađivana MIH Sirana Kolan) koje značajno pridonose gospodarstvu općine.
Sirana “Gligora“ uvela je Hrvatsku u elitno društvo svjetske sirarske kreme. Njezin sir žigljen je 2011. na najprestižnijem svjetskom natjecanju World Cheese Awards u engleskom gradu Birminghamu osvojio medalju Supergold te ušao u odabir 50 najboljih sireva svijeta, a u konkurenciji više od 2600 sireva iz cijeloga svijeta. Godinu prije na istom svjetskom prvenstvu osvojili su četiri medalje Supergold za ovčji paški sir.
U prošlosti je Kolan živio i od rudarstva, od ugljena. Ugljen nije vađen u malim kopovima, nego u pravim ugljenokopima, rudnicima ugljena.

## Poznate osobe
- Šime Šugar (Ivanov) hrvatski pjesnik
- Frane Gligora, hrvatski slikar i likovni pedagog
- Zdenko Balabanić, hrvatski slikar, po ocu iz Kolana
- Alojzije Šupraha, hrvatski nogometni sudac

## Spomenici i znamenitosti
- crkva sv. Luke Evanđelista, obnovljena 1929. godine. Zvonik je obnovljan od 2017. do 2020. godine. Obnovljeni zvonik blagoslovio je msgr. Puljić 10. listopada 2020.[12]

## Obrazovanje
- Područna osnovna škola "OŠ Antun Gustav Matoš" iz Novalje.

## Kultura
- KUD Bartol Kašić
- Klapa Kolan
- Općinska knjižnica Općine Kolan "Šime Šugar Ivanov“

## Šport
- Športska udruga Kolan[13]

Natjecateljska i športska događanja na prostoru današnje kolanske općine odvijala su se od davnina. Nekad su se ljudi natjecali u raznim vještinama pučkih športova. Športska natjecanja u današnjem smislu u Kolanu se odvijaju poslije Drugog svjetskog rata i to uglavnom na nogometnom terenu.

## Vanjske poveznice
- Službene stranice Općine Kolan
- Turistička Zajednica Općine Kolan  Arhivirana inačica izvorne stranice od 30. siječnja 2011. (Wayback Machine)

|  | Portal Hrvatske – Pristup člancima s tematikom o Hrvatskoj. |